# Min Xiao-Fen
Min Xiao-Fen (...) è una musicista e compositrice cinese.
Il suo strumento, la pipa, è uno dei più famosi strumenti del folklore cinese.
È diventata famosa per aver contribuito alla divulgazione della cultura e della musica cinese.

## Carriera
Ha studiato con suo padre, Min Ji-Qian, professore e suonatore di pipa all'Università di Nanjiing.
Successivamente ha suonato la pipa nell'Orchestra di Nanjiing dal 1980 al 1992.
Nel 1992 è emigrata negli Stati Uniti, e da allora ha avuto modo di collaborare con moltissimi artisti contemporanei, come i compositori Chen Yi, Zhou Long, Tony de Ritis, Marc Battier e Carl Stone.
Successivamente ha lavorato con la sassofonista jazz Jane Ira Bloom.
Attualmente vive a New York, dove è stata la fondatrice del Blue Pipa, Inc.
Nel 2007 ha collaborato con Björk nel suo ultimo album Volta, improvvisando una melodia nella traccia I See Who You Are.